# Germano Rigotto

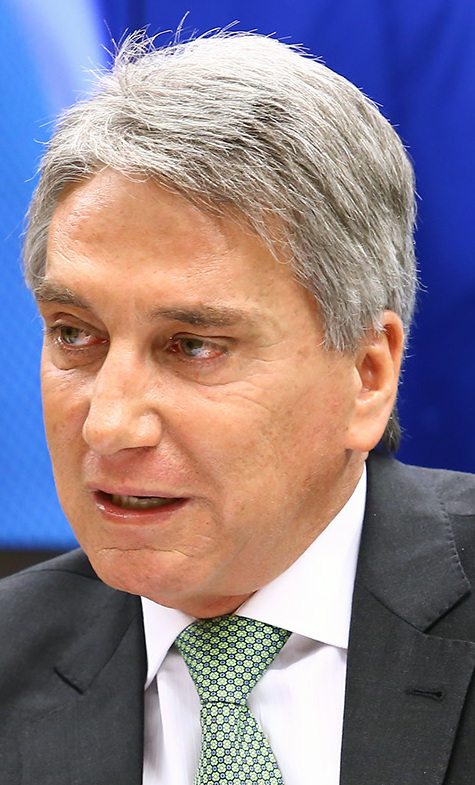
Germano Rigotto (2015)

Germano Antônio Rigotto (* 24. September 1949 in Caxias do Sul, Rio Grande do Sul)
ist ein brasilianischer Zahnchirurg, Anwalt und Politiker, der dem Movimento Democrático Brasileiro (MDB) angehört. Er war Bundesabgeordneter, Gouverneur des Bundesstaates Rio Grande do Sul und war bei der Präsidentschaftswahl in Brasilien 2018 als Vizepräsidentschaftskandidat zu Henrique Meirelles angetreten.

## Leben
Rigotto studierte Zahnheilkunde und Rechtswissenschaften an der Universidade Federal do Rio Grande do Sul in Porto Alegre. Er ist verheiratet mit Claudia Elisa Eberle Scavino und hat zwei Söhne.

## Politische Laufbahn
Seine politische Karriere begann 1976 mit seiner Wahl zum Stadtrat (vereador) von Caxias do Sul. Diese Funktion übte er bis 1981 aus. Er war in den Partido do Movimento Democrático Brasileiro (PMDB) eingetreten, die 2017 in Movimento Democrático Brasileiro (MDB) umbenannt wurde, in der er eine führende Position einnahm. Von 1982 bis 1991 war er Landesabgeordneter (deputado estadual) in der Legislativversammlung von Rio Grande do Sul, er war in diesem Landesparlament Präsidiumsmitglied und Vorsitzender wichtiger Ausschüsse.
Bei den Wahlen in Brasilien 1990 wurde er zum Bundesabgeordneten (deputado federal) seines Heimatstaates in die Abgeordnetenkammer des Nationalkongresses gewählt. Die Abgeordnetenposition nahm er während zwei Legislaturperioden bis 2003 ein. Bei den Wahlen in Brasilien 2002 hatte er für das Amt der Gouverneurs kandidiert und wurde mit 3.148.788 der gültigen Stimmen gewählt. Er löste damit Olívio Dutra von der Arbeiterpartei (PT) ab. Diese Amtszeit dauerte nur vier Jahre von 2003 bis 2007. Kritik wurde von Gegnern wegen seiner neoliberalen Politik geäußert.
2006 wurde er für die Wahlen in Brasilien 2006 als Vorkandidat für das Präsidentenamt benannt, konnte sich aber innerhalb des PMDB nicht als Präsidentschaftskandidat durchsetzen. Erneut versuchte er bei den Wahlen 2010 ein Wahlamt zu erlangen, diesmal als Senator für den Bundessenat, scheiterte aber an seinen Wahlkontrahenten.

## Vizepräsidentschaftskandidatur 2018
Im August 2018 wurde er als Vizepräsidentschaftskandidat nominiert. Auch der Präsidentschaftskandidat Meirelles gehört dem MDB, der Partei des ausscheidenden 37. Präsidenten Michel Temer, an. MDB und Partido Humanista da Solidariedade (PHS) bilden dabei eine Wahlkoalition unter dem Slogan „Essa é a solução“ (deutsch „Das ist die Lösung“).